# Governo Autônomo de Hebei Oriental
```
   |-
       |
Erro:
:  
valor não especificado para "
nome_comum
"

   |-
       | 
Erro:
:  
valor não especificado para "
continente
"
```

O Governo Autônomo de Hebei Oriental (em chinês:  冀東防共自治政府),  também conhecido como Governo Autônomo de Ji Oriental e Governo Autônomo Anticomunista de Hebei Oriental, foi um estado de curta duração do final da década de 1930 no norte da China. Foi descrito pelos historiadores como um Estado-fantoche japonês ou um Estado-tampão.

## História

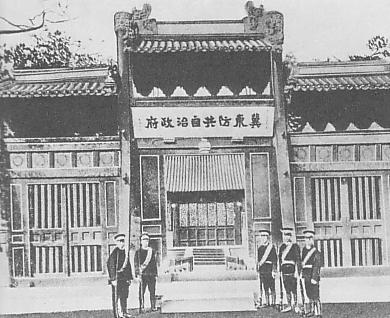
Edifício do Governo Autônomo de Hebei Oriental

Após a criação de Manchukuo e subsequente ação militar do Exército Imperial Japonês, que colocou o nordeste da China a leste da Grande Muralha sob controle japonês, o Império do Japão e a República da China assinaram a Trégua de Tanggu, que estabeleceu uma zona desmilitarizada ao sul do Grande Muralha, estendendo-se de Tianjin a Pequim. Sob os termos da trégua e do subsequente Acordo He-Umezu de 1935, esta zona desmilitarizada também foi expurgada da influência política e militar do governo Kuomintang da China.
Em 15 de novembro de 1935, o administrador chinês local dos 22 condados da província de Hebei, Yin Ju-keng, proclamou autônomos os territórios sob seu controle. Dez dias depois, em 25 de novembro, ele os proclamou independentes da República da China e com capital em Tongzhou. O novo governo imediatamente assinou tratados econômicos e militares com o Japão. O Corpo de Preservação da Paz da Zona Desmilitarizada que havia sido criado pela Trégua Tanggu foi dissolvido e reorganizado como o Exército de Hebei Oriental com apoio militar japonês. O objetivo japonês era estabelecer uma zona tampão entre Manchukuo e a China, mas o regime colaboracionista pró-japonês foi visto como uma afronta pelo governo chinês e uma violação da Trégua de Tanggu.

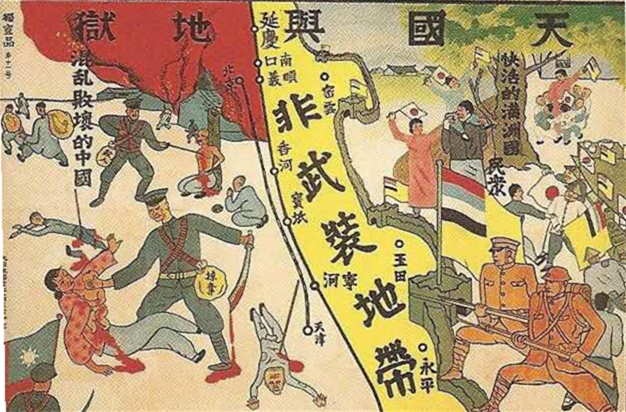
Propaganda japonesa, zona desarmada em East Hebei

O Governo Autônomo de Hebei Oriental recebeu uma resposta na forma do Gen. O governo político Hebei-Chahar de Song Zheyuan, que estava sob o governo de Nanquim, foi lançado em 18 de dezembro de 1935.   Soldados chineses permaneceram na área. 
Em julho de 1936, uma revolta camponesa contra o Governo Autônomo de Hebei Oriental estourou no distrito de Miyun. Liderados por um velho sacerdote taoísta, os rebeldes foram organizados pela Sociedade da Areia Amarela e conseguiram derrotar uma unidade do Exército de Hebei Oriental que foi enviada para reprimi-los.  Depois disso, o Exército Imperial Japonês se mobilizou para reprimir a revolta, derrotando os camponeses rebeldes em setembro. Cerca de 300 insurgentes da Sociedade da Areia Amarela foram mortos ou feridos nos combates. 
O Governo de Hebei Oriental sobreviveu ao motim de Tongzhou no final de julho de 1937 antes de ser absorvido pelo governo provisório colaboracionista da China em fevereiro de 1938.